# Diari personal

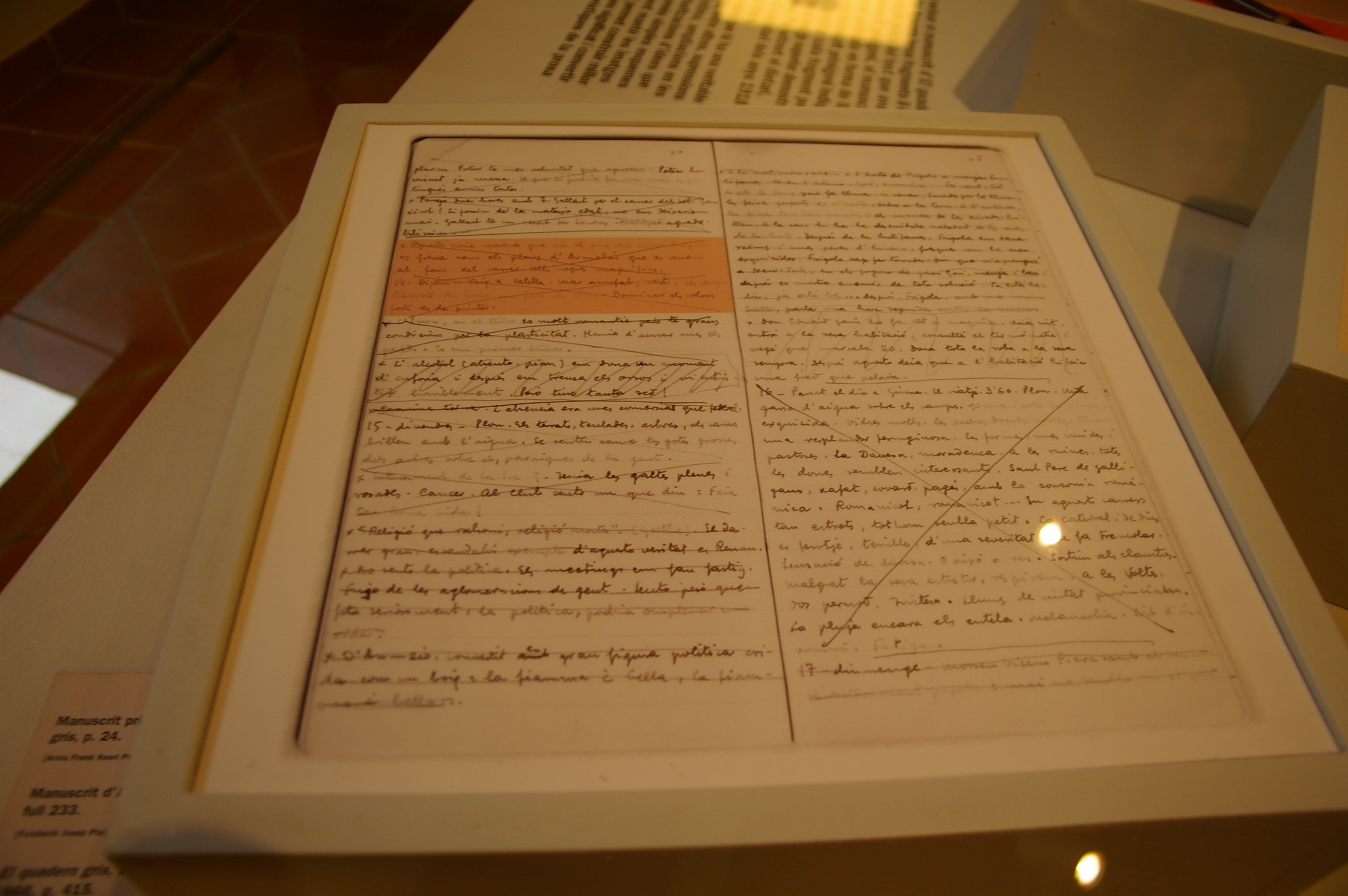
Facsímil d'una pàgina del manuscrit primigeni dEl quadern gris a l'exposició permanent de la Fundació Josep Pla

El diari personal o dietari és un tipus de text on l'autor escriu les seves experiències, somnis o comentaris sobre la realitat a partir d'entrades sota la data del dia. En un principi serveixen per portar un registre d'esdeveniments vitals i són per a ús privat, tot i que molts es publiquen, constituint un gènere de la literatura (concretament de l'autobiografia). Hi ha diaris de tota classe, temàtics, epistolars, com a esborranys de les memòries i els més moderns diaris a Internet, que han adoptat el format de blog.
Les entrades poden variar en periodicitat i poden estar dirigides a una segona persona en forma de carta (sigui la personificació del diari, un personatge inventat o algun referent real) o bé ser reflexions en primera persona.
Al llarg del segle xx ha esdevingut una de les tipologies textuals més practicades pels escriptors europeus, sobretot durant la Primera i Segona Guerra Mundial, ja que és un tipus d'escriptura fragmentada i discontínua, capaç de reflectir el món contemporani.
Alguns escrits literaris són diaris ficticis, ja que la forma permet l'expressió de sentiments i un punt de vista parcial (en teoria literària es parla de narrador intrahomodiegètic) que involucra el lector per la seva proximitat als fets. També augmenta la versemblança d'allò narrat.